# Vauxhall (circonscription britannique)
Pour les articles homonymes, voir Vauxhall (homonymie).
 (juin 2016).
Si vous disposez d'ouvrages ou d'articles de référence ou si vous connaissez des sites web de qualité traitant du thème abordé ici, merci de compléter l'article en donnant les références utiles à sa vérifiabilité et en les liant à la section « Notes et références ».
Circonscription parlementaire de la Chambre des communes
La circonscription de Vauxhall est une circonscription située dans le district londonien de Lambeth (Grand Londres). Elle est représentée à la Chambre des communes du Parlement britannique depuis 1989 par Kate Hoey du Parti travailliste.

## Géographie
La circonscription comprend :
- La partie nord du borough londonien de Lambeth
- Les quartiers de Clapham, South Lambeth et Vauxhall

## Députés
Les Members of Parliament (MPs) de la circonscription sont :

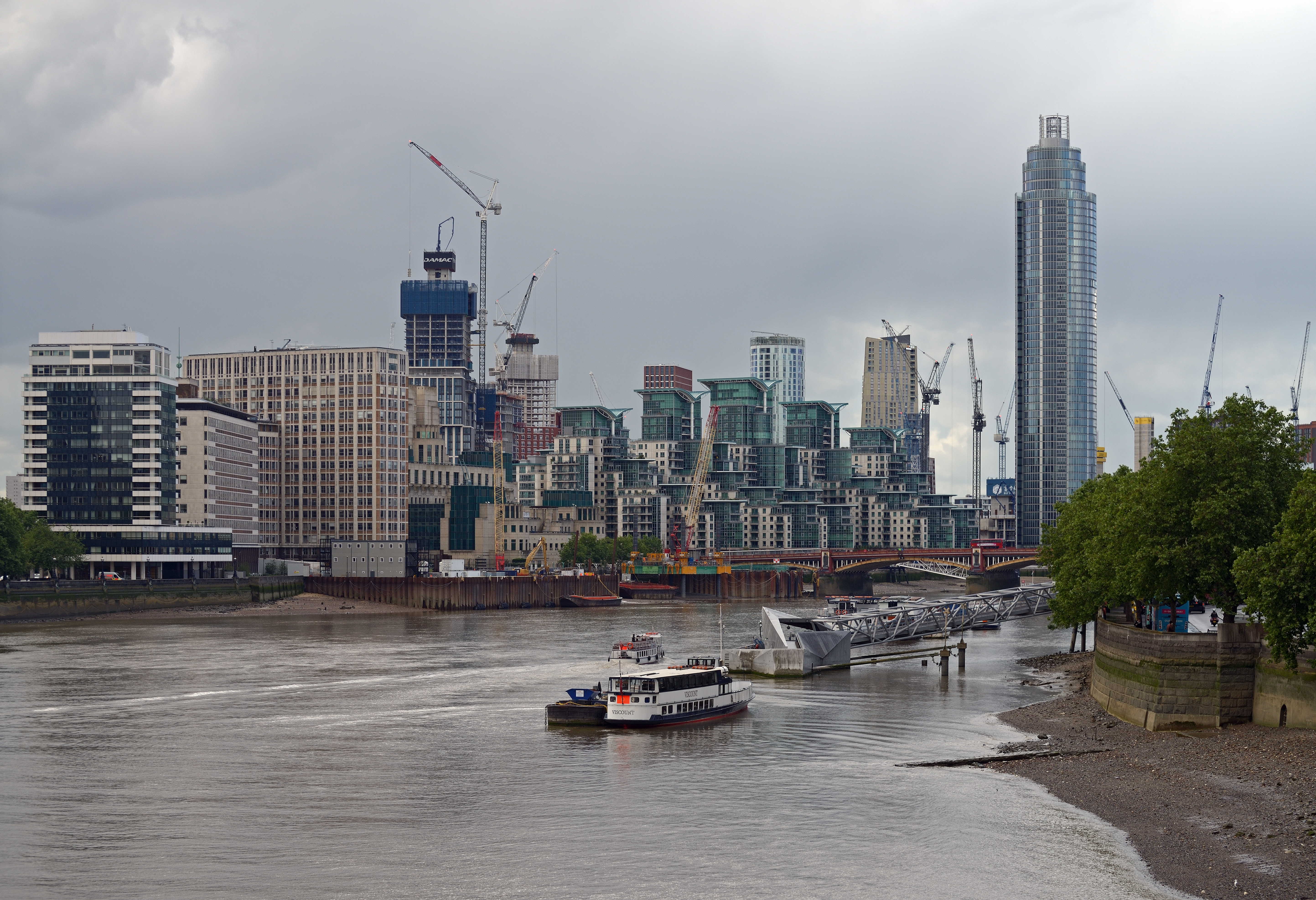
Vauxhall Bridge

| Législature                                   | Années       | Député            | Député         | Parti        |
| --------------------------------------------- | ------------ | ----------------- | -------------- | ------------ |
| Vauxhall issue de Kensington et Lambeth North |              |                   |                |              |
| 39e                                           | 1950–1951    |                   | George Strauss | Travailliste |
| 40e                                           | 1951–1955    |                   | George Strauss | Travailliste |
| 41e                                           | 1955–1958    |                   | George Strauss | Travailliste |
| 42e                                           | 1959–1964    |                   | George Strauss | Travailliste |
| 43e                                           | 1964–1966    |                   | George Strauss | Travailliste |
| 44e                                           | 1966–1969    |                   | George Strauss | Travailliste |
| 45e                                           | 1970–1974    |                   | George Strauss | Travailliste |
| 46e                                           | 1974–1974    |                   | George Strauss | Travailliste |
| 47e                                           | 1974–1979    |                   | George Strauss | Travailliste |
| 48e                                           | 1979–1981    | Stuart Holland    |                | Travailliste |
| 49e                                           | 1983–1987    | Stuart Holland    |                | Travailliste |
| 50e                                           | 1987–1989    | Stuart Holland    |                | Travailliste |
| 50e                                           | 1989-1992    | Kate Hoey         |                | Travailliste |
| 51e                                           | 1992–1997    | Kate Hoey         |                | Travailliste |
| 52e                                           | 1997–2001    | Kate Hoey         |                | Travailliste |
| 53e                                           | 2001–2005    | Kate Hoey         |                | Travailliste |
| 54e                                           | 2005–2010    | Kate Hoey         |                | Travailliste |
| 55e                                           | 2010–2015    | Kate Hoey         |                | Travailliste |
| 56e                                           | 2015–2017    | Kate Hoey         |                | Travailliste |
| 57e                                           | 2017–2019    | Kate Hoey         |                | Travailliste |
| 58e                                           | 2019–Présent | Florence Eshalomi |                | Travailliste |

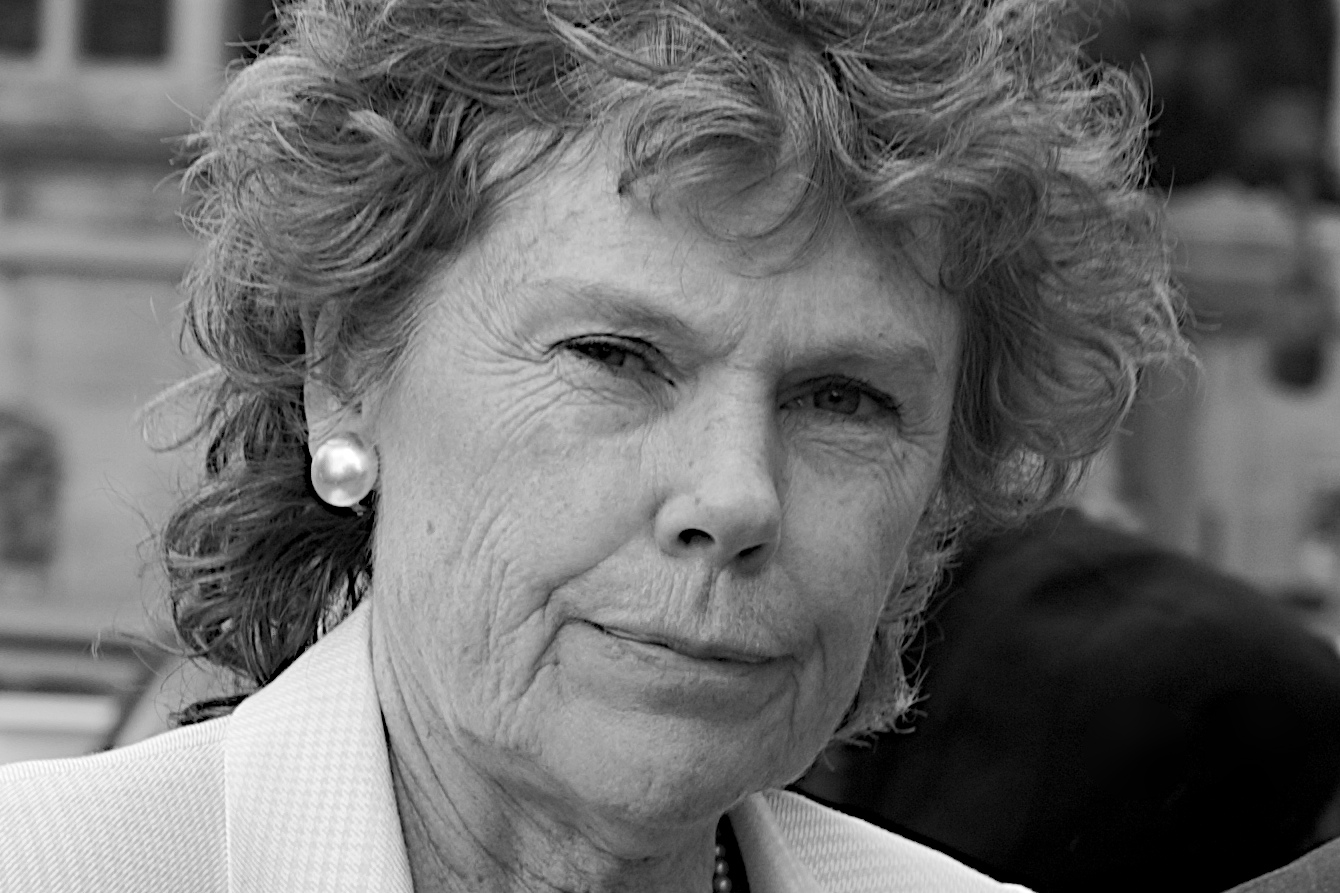
Kate Hoey (1989-2019)
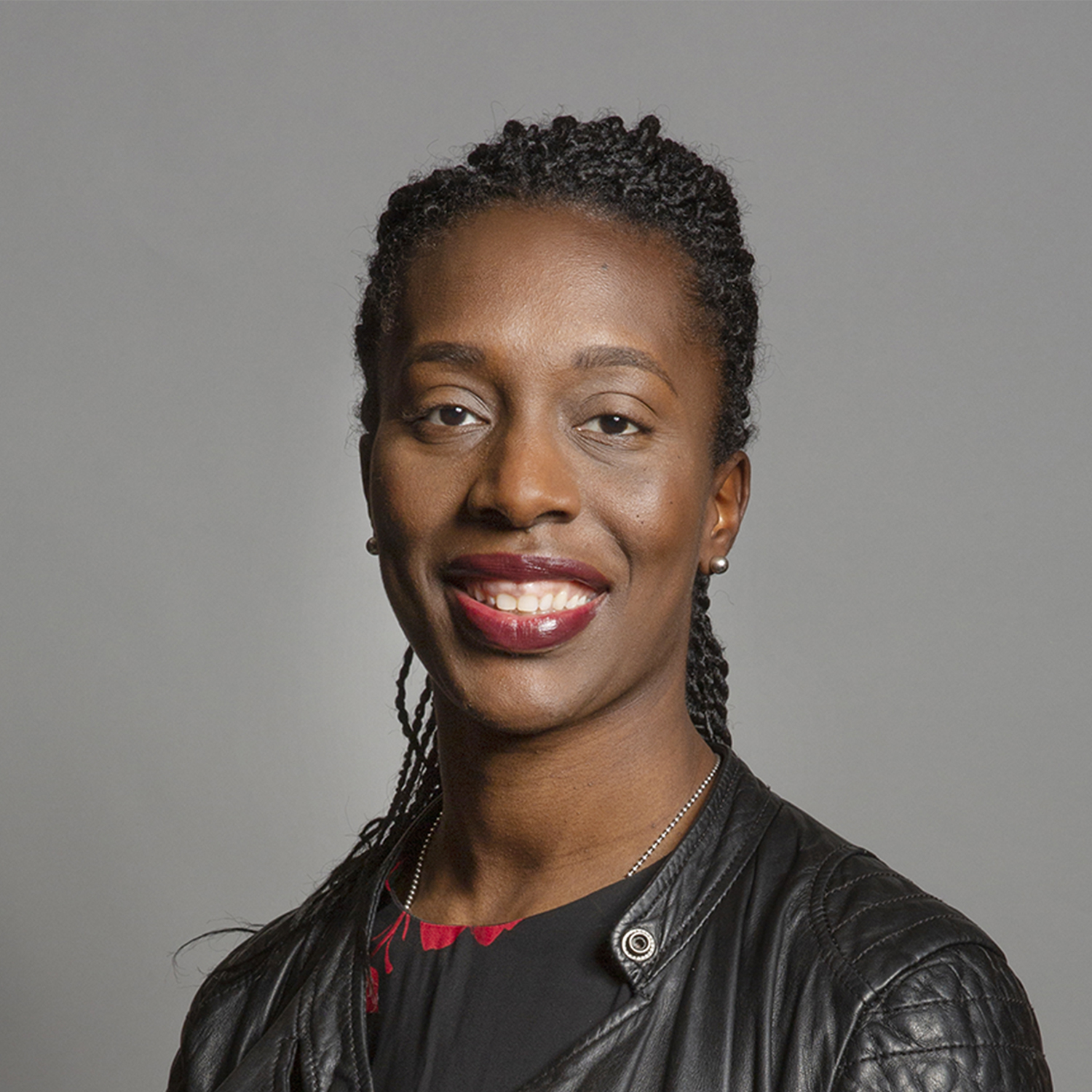
Florence Eshalomi (2019-Présent)